# Stokastisk variabel
 For alternative betydninger, se Variabel.
 Der er for få eller ingen kildehenvisninger i denne artikel, hvilket er et problem. Du kan hjælpe ved at angive troværdige kilder til de påstande, som fremføres i artiklen.

En stokastisk variabel er inden for sandsynlighedsregning og statistik uformelt set en variabel, hvis værdi påvirkes af tilfældigheder. Dens mulige værdier er hver associeret med en vis sandsynlighed. Værdierne kunne f.eks. repræsentere de mulige udfald af et endnu ikke udført eksperiment. En stokastisk variabel kaldes i nogle tilfælde også en tilfældighedsvariabel, jf. det engelske random variable.
Stokastiske variable betegnes ofte med store bogstaver som f.eks. {\displaystyle X}, {\displaystyle Y} og {\displaystyle Z}.

## Definition
Formelt set defineres en stokastisk variabel som en målbar afbildning {\displaystyle X:(\Omega ,\Sigma )\to (E,{\mathcal {E}})} hvor {\displaystyle (\Omega ,\Sigma )} betegner et sandsynlighedsrum, for et passende sandsynlighedsmål {\displaystyle P:\Sigma \to [0,1]}, og {\displaystyle (E,{\mathcal {E}})} et målbart rum. I tilfældet hvor {\displaystyle (E,{\mathcal {E}})=(\mathbb {R} ^{n},{\mathcal {B}}(\mathbb {R} ^{n}))} siger man at {\displaystyle X} er en reel stokastisk variabel.
En umiddelbar konsekvens af denne definition er, at urbilledet af en stokastisk variabel {\displaystyle X} inducerer et nyt sandsynlighedsmål {\displaystyle P_{X}:{\mathcal {E}}\to [0,1]} givet ved {\displaystyle P_{X}(B):=P(X^{-1}(B))} for alle {\displaystyle B\in {\mathcal {E}}}. Det er sædvane at betegne {\displaystyle P_{X}(B)} ved notationen {\displaystyle P(X\in B)}.

### Diskrete og kontinuerte stokastiske variable
Hvis billedet af {\displaystyle \Omega } under {\displaystyle X} er højst tælleligt, altså hvis {\displaystyle \#X(\Omega )\leq \#\mathbb {N} }, siger vi at {\displaystyle X} er en diskret stokastisk variabel. I tilfældet hvor {\displaystyle X(\Omega )\subseteq \mathbb {R} ^{n}} og {\displaystyle \#X(\Omega )>\#\mathbb {N} } siger vi at {\displaystyle X} er en kontinuert stokastisk variabel.

## Fordelingsfunktioner
Lader vi {\displaystyle (\mathbb {R} ,{\mathcal {B}}(\mathbb {R} ))} betegne vores sandsynlighedsrum med sandsynlighedsmål {\displaystyle P:{\mathcal {B}}(\mathbb {R} )\to [0,1]}, siger vi at funktionen {\displaystyle F:\mathbb {R} \to [0,1]} givet ved {\displaystyle F(x):=P((-\infty ,x])} er fordelingsfunktionen for {\displaystyle P}.
Fordelingsfunktionen siges at karakterisere funktionen: gælder der for to sandsynlighedsmål {\displaystyle P_{1}:{\mathcal {B}}(\mathbb {R} )\to [0,1]} og {\displaystyle P_{2}:{\mathcal {B}}(\mathbb {R} )\to [0,1]} at {\displaystyle F_{1}(x)=F_{2}(x)} for alle {\displaystyle x\in \mathbb {R} }, så følger det at {\displaystyle P_{1}=P_{2}}.

### Fordelingsfunktioner for reelle stokastiske variable
Hvis {\displaystyle X:(\Omega ,\Sigma )\to (\mathbb {R} ,{\mathcal {B}}(\mathbb {R} ))} betegner en reel stokastisk variabel og {\displaystyle P:\Sigma \to [0,1]} et sandsynlighedsmål, siger vi at fordelingen af {\displaystyle X} er givet ved fordelingsfunktionen {\displaystyle F_{X}:\mathbb {R} \to [0,1]} for {\displaystyle P_{X}} og vi skriver her,
{\displaystyle F_{X}(x)=P_{X}((-\infty ,x])=P(X\leq x)}.

#### Simultane fordelinger
Definitionen for fordelingen af en reel stokastisk variabel inspirerer ydermere en naturlig udvidelse i det tilfælde hvor {\displaystyle \mathbf {Y} :(\Omega ,\Sigma )\to (\mathbb {R} ^{n},{\mathcal {B}}(\mathbb {R} ^{n}))} med {\displaystyle \mathbf {Y} =(Y_{1},\ldots ,Y_{n})} betegner en flerdimensionel reel stokastisk variabel. Vi kan her tilsvarende definere en fordelingsfunktion {\displaystyle F_{\mathbf {Y} }:\mathbb {R} ^{n}\to [0,1]} hvor vi skriver,
{\displaystyle F_{\mathbf {Y} }(\mathbf {y} )=P_{\mathbf {Y} }(\times _{i=1}^{n}(-\infty ,y_{i}])=P(Y_{1}\leq y_{1},\ldots ,Y_{n}\leq y_{n})}.
Vi siger i dette tilfælde at {\displaystyle F_{\mathbf {Y} }} betegner den simultane fordeling af {\displaystyle \mathbf {Y} }.

### Tætheder
Hvis fordelingsfunktionen for en reel stokastisk variabel {\displaystyle X:(\Omega ,\Sigma )\to (\mathbb {R} ,{\mathcal {B}}(\mathbb {R} ))} kan udtrykkes som {\displaystyle \mu }-integralet af en funktion {\displaystyle 1_{(-\infty ,x]}\cdot f_{X}:(A,{\mathcal {A}})\to (\mathbb {R} ,{\mathcal {B}}(\mathbb {R} ))} for et mål {\displaystyle \mu :{\mathcal {A}}\to [0,\infty ]}, siger vi at {\displaystyle X} har tæthed {\displaystyle f_{X}} mht. målet {\displaystyle \mu }. I tilfældet hvor {\displaystyle \mu =\lambda } er Lebesgue-målet på {\displaystyle \mathbb {R} } og {\displaystyle f_{X}} er Riemann-integrabel, siger vi ofte blot at {\displaystyle X} har tæthed {\displaystyle f_{X}} og der gælder i dette tilfælde at,
{\displaystyle F_{X}(x)=\int 1_{(-\infty ,x]}\cdot f_{X}\;{\text{d}}\lambda =\int _{-\infty }^{x}f_{X}(t)\;{\text{d}}t}.

## Eksempler på stokastiske variable
Da fordelingsfunktionen for en stokastisk variabel karakteriserer fordelingen, undlader man ofte diskussioner om det bagvedliggende sandsynlighedsrum {\displaystyle (\Omega ,\Sigma )}, da det i de fleste steder er svært at beskrive og arbejde med eksplicit. Herunder giver vi dog nogle eksempler på eksplicit definerede stokastiske variable, samt også eksempler på stokastiske variable hvis fordeling defineres ud fra deres fordelingsfunktioner.

### Diskret stokastisk variabel
Et eksempel på en diskret stokastisk variabel er summen af kast med terninger. Vi lader {\displaystyle T:(\{1,\ldots ,6\},{\mathcal {P}}(\{1,\ldots ,6\}^{2}))\to (\mathbb {R} ,{\mathcal {B}}(\mathbb {R} ))} være en stokastisk variabel med et diskret ligefordelt sandsynlighedsmål {\displaystyle P:{\mathcal {P}}(\{1,\ldots ,6\}^{2})\to [0,1]}, det vil sige {\displaystyle P(A)=\#A/36} for alle {\displaystyle A\in {\mathcal {P}}(\{1,\ldots ,6\}^{2})}. Definerer vi her {\displaystyle T(\omega _{1},\omega _{2})=\omega _{1}+\omega _{2}} ser vi at {\displaystyle \#T(\Omega )=\#T(\{1,\ldots ,6\}^{2})=\#\{2,\ldots 12\}\leq \#\mathbb {N} } og {\displaystyle T} er derfor en diskret stokastisk variabel.
En fortolkning af {\displaystyle T} er per konstruktion at den betegner summen af øjne ved kast af {\displaystyle 2} fair {\displaystyle 6}-sidede terninger. Vi kan her se at sandsynligheden for at få en sum af {\displaystyle 5} øjne er givet ved,
{\displaystyle P(T=5)=P(T^{-1}(\{5\}))=P(\{(1,4),(2,3),(3,2),(4,1)\})=\#\{(1,4),(2,3),(3,2),(4,1)\}/36=4/36=1/9}.

#### Bernoullifordelingen
At en stokastisk variabel {\displaystyle Y} er Bernoullifordelt med parameter {\displaystyle p\in [0,1]}, karakteriseres meget simpelt af det tilfælde hvor {\displaystyle Y} antager værdien {\displaystyle 1} med sandsynlighed {\displaystyle p} og værdien {\displaystyle 0} med sandsynlighed {\displaystyle 1-p}. Vi skriver ofte,
{\displaystyle P(Y=1)=1-P(Y=0)=p},
som karakterisering af denne fordeling. En fortolkning af Bernoullifordelingen kan være at der er sandsynlighed {\displaystyle p} for at en begivenhed indtræffer, og sandsynlighed {\displaystyle 1-p} for at den ikke gør. Vi skriver her typisk {\displaystyle Y\sim \operatorname {Bern} (p)}.
Alternativt kan Bernoullifordelingen karakteriseres ud fra punktsandsynlighederne ved,
{\displaystyle P(Y=y)=(1-y)\cdot (p-1)+y\cdot p,\quad {\text{for }}y\in \{0,1\}}.

#### Binomialfordelingen
Vi siger at en stokastisk variabel {\displaystyle Z} er Binomialfordelt med parametre {\displaystyle p\in [0,1]} og {\displaystyle n\in \mathbb {N} }, hvis fordelingen af {\displaystyle Z} karakteriseres af punktsandsynlighederne,
{\displaystyle P(Z=z)={\binom {n}{z}}\cdot p^{z}\cdot (1-p)^{n-z}\quad {\text{for }}z\in \mathbb {N} _{0}}.
En fortolkning af Binomialfordelingen er at vi udfører {\displaystyle n} uafhængige eksperimenter {\displaystyle \{Y_{i}\}_{i=1}^{n}} af Bernoullifordelte stokastiske variable, alle med parameter {\displaystyle p}, og definerer her {\displaystyle Z} som summen af disse, det vil sige {\displaystyle Z=Y_{1}+\ldots +Y_{n}}. Vi skriver her at {\displaystyle Z\sim \operatorname {Bin} (p,n)}.

##### Poissonfordelingen
Man kalder en stokastisk variabel {\displaystyle W} for Poissonfordelt med parameter {\displaystyle \alpha \in (0,\infty )} hvis fordelingen af {\displaystyle W} kan karateriseres ved punktsandsynlighederne,
{\displaystyle P(W=w)=\exp(-\alpha )\cdot {\frac {\alpha ^{w}}{w!}}\quad {\text{for }}w\in \mathbb {N} _{0}}.
Vi skriver i dette tilfælde at {\displaystyle W\sim \operatorname {Pois} (\alpha )}. Det kan let vises at Poissonfordelingen blot er grænseopførslen, som {\displaystyle n\to \infty }, for en Binomialfordelt stokastisk variabel {\displaystyle Z_{n}\sim \operatorname {Bin} (p_{n},n)} med {\displaystyle p_{n}}defineret således at {\displaystyle n\cdot p_{n}=\alpha }. Vi ser her at vi har,
{\displaystyle \lim _{n\to \infty }P(Z_{n}=z)=\exp(-\alpha )\cdot {\frac {\alpha ^{z}}{z!}}\implies P(Z_{n}=z)\approx \exp(-\alpha )\cdot {\frac {\alpha ^{z}}{z!}}},
hvor tilnærmelsen gælder for store {\displaystyle n} og små {\displaystyle p_{n}=\alpha /n}.

### Kontinuer stokastisk variabel
Lad {\displaystyle Z:([0,1],{\mathcal {B}}([0,1]))\to (\mathbb {R} ,{\mathcal {B}}(\mathbb {R} ))} være en reel stokastisk variabel med et ligefordelt sandsynlighedsmål {\displaystyle P:{\mathcal {B}}([0,1])\to [0,1]}, det vil sige at {\displaystyle P(A)=\lambda (A)} for alle {\displaystyle A\in {\mathcal {B}}([0,1])}, hvor {\displaystyle \lambda } almindeligvis betegner Lebesgue-målet på {\displaystyle \mathbb {R} }. Lader vi nu {\displaystyle Z(\omega )=\exp(\omega )} følger det fra en simpel udregning at {\displaystyle Z(\Omega )=Z([0,1])=[0,e]\subseteq \mathbb {R} }, og {\displaystyle \#Z(\Omega )>\#\mathbb {N} }, altså er {\displaystyle Z} en kontinuer stokastisk variabel. Vi ser her at vi har,
{\displaystyle P(Z\leq 2)=P(Z^{-1}((-\infty ,2]))=P([0,\log(2)])=\log(2)\approx 0.693}.
Vi ser yderligere for punktsandsynligheden i {\displaystyle 2}, at der gælder,
{\displaystyle P(Z=2)=P(Z^{-1}(\{2\}))=P(\{\log(2)\})=0},
hvilket eksemplificerer idéen om at kontinuerte stokastiske variable har sandsynlighed {\displaystyle 0} i deres punkter.

#### Normalfordelingen
Inden for sandsynlighedsregning og statistisk spiller Normalfordelingen en central rolle. Det anses af mange for den vigtigste fordeling. Vi siger at en stokastisk variabel {\displaystyle X} er normalfordelt med parameter {\displaystyle \mu \in \mathbb {R} } og {\displaystyle \sigma \in (0,\infty )}, hvis den har tæthedsfunktionen
{\displaystyle f_{X}(x)={\frac {1}{\sigma \cdot {\sqrt {2\pi }}}}\cdot \exp \left(-{\frac {1}{2}}\cdot \left({\frac {x-\mu }{\sigma }}\right)^{2}\right)\quad {\text{for }}x\in \mathbb {R} }.
I dette tilfælde skriver vi at {\displaystyle X\sim {\mathcal {N}}(\mu ,\sigma )}. I specialtilfældet hvor {\displaystyle \mu =0} og {\displaystyle \sigma =1} siger vi at {\displaystyle X} følger en standard Normalfordeling. Vi anvender ofte notationen {\displaystyle \phi _{X}} eller blot {\displaystyle \phi } for tæthedsfunktionerne når {\displaystyle X} er standard Normalfordelt og tilsvarende {\displaystyle \Phi _{X}} eller {\displaystyle \Phi } for fordelingsfunktionerne. I dette tilfælde får vi at,
{\displaystyle \Phi _{X}(x)=\int _{-\infty }^{x}\phi _{X}(t)\;{\text{d}}t=\int _{-\infty }^{x}{\frac {1}{\sqrt {2\pi }}}\cdot \exp \left(-{\frac {1}{2}}\cdot t^{2}\right)\;{\text{d}}t}.
Især spiller den standard Normalfordeling en hovedsaglig rolle i Den Centrale Grænseværdisætning.

#### Eksponentialfordelingen
Vi siger at {\displaystyle V} følger en Eksponentialfordeling med parameter {\displaystyle \beta \in (0,\infty )}, hvis den karakteriseres af tæthedsfunktionen,
{\displaystyle f_{V}(v)=\beta \cdot \exp(-\beta \cdot v)\quad {\text{for }}v\in [0,\infty )}.
Vi kan her finde et eksplicit udtryk for den tilsvarende fordelingsfunktion, som er givet ved
{\displaystyle F_{V}(v)=\int _{0}^{v}\beta \cdot \exp(-\beta \cdot t)\;{\text{d}}t=\left.-\exp(-\beta \cdot t)\right|_{t=0}^{t=v}=1-\exp(-\beta \cdot v)\quad {\text{for }}v\in [0,\infty )}.
Hvis {\displaystyle V} er Eksponentialfordelt, skriver vi {\displaystyle V\sim \operatorname {Exp} (\alpha )}.
Da fordelingsfunktionen kan udtrykkes eksplicit ved elementære funktioner, er det ikke unormalt at man støder på en alternativ definition af Eksponentialfordeling centreret omkring fordelingsfunktionen frem for tæthedsfunktionen.

## Integration af stokastiske variable
Lader vi {\displaystyle X:(\Omega ,\Sigma )\to (\mathbb {R} ,{\mathcal {B}}(\mathbb {R} ))} betegne en stokastisk variabel og {\displaystyle P:\Sigma \to [0,1]} siger vi at {\displaystyle X} har endelig forventning, hvis {\displaystyle X} er integrabel mht. målet {\displaystyle P}. Vi kalder integralet for forventningen af {\displaystyle X} og skriver,
{\displaystyle \mathbb {E} (X)=\int X\;{\text{d}}P=\int X^{+}\;{\text{d}}P-\int X^{-}\;{\text{d}}P},
hvor {\displaystyle X^{+}=\max(X,0)} og {\displaystyle X^{-}=-\min(X,0)} er den hhv. positive og negative del af {\displaystyle X}. Vi betegner ved {\displaystyle {\mathcal {L}}(\Omega ,\Sigma ,P)} mængden af alle {\displaystyle P}-integrabel stokastiske variable på {\displaystyle (\Omega ,\Sigma )}.

### Forventning fra tæthed
Hvis en kontinuer stokastisk variabel {\displaystyle X} har tæthed {\displaystyle f_{X}}, som er Riemann-integrabel, kan den forventede værdi findes simpelt ved integralet,
{\displaystyle \mathbb {E} (X)=\int _{-\infty }^{\infty }x\cdot f_{X}(x)\;{\text{d}}x}.
I tilfældet hvor {\displaystyle X} er diskret, findes en lignende metode der kan udtrykket som en sum,
{\displaystyle \mathbb {E} (X)=\sum _{x\in X(\Omega )}x\cdot P(X=x)}.
Disse udtryk gør det i praksis lettere at udregne forventningen for de mere velkendte stokastiske variable der kan karakteriseres fra en tæthed.

## P{\displaystyle P}-næsten sikkert
Vi siger at to stokastiske variable er ens næsten sikkert og skriver {\displaystyle X=Y} {\displaystyle P}-n.s. hvis {\displaystyle P(X\neq Y)=P(\{\omega \in \Omega \;|\;X(\omega )\neq Y(\omega )\})=0}. Denne definition er blot en indskrænkelse af det målteoretiske begreb {\displaystyle \mu }-næsten overalt til specialtilfældet med sandsynlighedsmål. En ækvivalent definition af {\displaystyle X=Y} {\displaystyle P}-n.s. er at {\displaystyle P(X=Y)=P(\{\omega \in \Omega \;|\;X(\omega )=Y(\omega )\})=1}.
Ved {\displaystyle L(\Omega ,\Sigma ,P)} betegner vi mængden af ækvivalensklasser for integrable stokastiske variable under ækvivalensrelationen {\displaystyle P}-n.s.

## Uafhængighed
Hvis {\displaystyle X:(\Omega ,\Sigma )\to (E,{\mathcal {E}})} og {\displaystyle Y:(\Omega ,\Sigma )\to (F,{\mathcal {F}})} betegner to stokastiske variable, siger vi at {\displaystyle X} og {\displaystyle Y} er uafhængige hvis der for alle valg af {\displaystyle A\in {\mathcal {E}}} og {\displaystyle B\in {\mathcal {F}}} gælder at {\displaystyle P(X\in A,Y\in B)=P(X\in A)\cdot P(Y\in B)}.
Uafhængighed af stokastiske variable har en række af nyttige egenskaber, blandt andet ved beregningen af forventningen og variansen.

## Konvergens
Udover det sædvanlige konvergensbereb, gælder en række andre typer af konvergens for stokastiske variable. Vi giver her et par eksempler på de mest anvendte.

### Næsten sikker konvergens
Vi siger at en sekvens {\displaystyle \{X_{n}\}_{n\in \mathbb {N} }} af stokastiske variable konvergerer mod {\displaystyle X} næsten sikkert hvis {\displaystyle X_{n}(\omega )\to X_{n}(\omega )} {\displaystyle P}-n.s., det vil sige hvis {\displaystyle P\left(\{\omega \in \Omega \;|\;\lim _{n\to \infty }X_{n}(\omega )=X(\omega )\}\right)=0}. I dette tilfælde skriver vi {\displaystyle X_{n}\;{\stackrel {\text{a.s.}}{\to }}\;X} fra det engelske almost surely.

### Konvergens iL(Ω,Σ,P){\displaystyle L(\Omega ,\Sigma ,P)}
En sekvens {\displaystyle \{X_{n}\}_{n\in \mathbb {N} }} af stokastiske variable konvergerer mod {\displaystyle X} i {\displaystyle L(\Omega ,\Sigma ,P)}, eller blot i {\displaystyle L} hvis {\displaystyle (\Omega ,\Sigma )} og {\displaystyle P} er underforstået, hvis både {\displaystyle |X_{n}|} og {\displaystyle |X|} er i {\displaystyle L(\Omega ,\Sigma ,P)} og der ydermere gælder at {\displaystyle \lim _{n\to \infty }\mathbb {E} (|X_{n}-X|)=0}. Vi anvender ofte notationen {\displaystyle X_{n}\;{\stackrel {L}{\to }}\;X} i dette tilfælde.

### Konvergens i sandsynlighed
Vi siger at en sekvens {\displaystyle \{X_{n}\}_{n\in \mathbb {N} }} af stokastiske variable, konvergerer mod {\displaystyle X} i sandsynlighed, hvis der for alle valg af {\displaystyle \varepsilon >0} gælder at {\displaystyle P\left(\lim _{n\to \infty }|X_{n}-X|>\varepsilon \right)=0}. Vi skriver her at {\displaystyle X_{n}\;{\stackrel {P}{\to }}\;X}.
Blandt disse typer af konvergens siger man ofte at konvergens i sandsynlighed er svagest ment i den forstand at både næsten sikker konvergens samt konvergens i {\displaystyle L(\Omega ,\Sigma ,P)} medfører hver især konvergens i sandsynlighed.

## Notation
Mange dele af sandsynlighedsteori er lempelig med den anvendte notation. Det er som eksempel sjældent man nogensinde laver nogle dybe betragtninger om strukturen af det bagvedlæggende sandsynlighedsrum {\displaystyle (\Omega ,\Sigma )}, og det er næsten aldrig at man eksplicit formulerer det. Af denne årsag er man sjældent interesseret i de konkrete funktionsværdier {\displaystyle X(\omega )} for {\displaystyle \omega \in \Omega }, og blot denoterer disse ved {\displaystyle X}.
Yderligere i introducerende sandsynlighedsregning, betragter man sjældent stokastiske variable som egentlige afbildninger. De bliver ofte her betragtet som seperate matematiske strukturere som defineres ud fra deres egenskaber i forbindelse med deres tætheder og fordelingsfunktioner. Dette lægger også op til den almindeligt anvendte notation {\displaystyle P(X\in B)}, {\displaystyle P(X=n)} og {\displaystyle P(X\leq x)} frem for de mere stringente {\displaystyle P(X^{-1}(B))}, {\displaystyle P(X^{-1}(\{n\}))} og {\displaystyle P(X^{-1}((-\infty ,x]))}.

Hvis vi for en vilkårlig indeksering {\displaystyle I} har en sekvens {\displaystyle \{X_{n}\}_{n\in I}} som tilhører den samme ækvivalensklasse i {\displaystyle L(\Omega ,\Sigma ,P)}, det vil sige at {\displaystyle X_{i}=X_{k}} {\displaystyle P}-n.s. for alle {\displaystyle k,m\in I}, er det sædvane at betegne dem blot ved en repræsentant {\displaystyle X} for ækvivalensklassen. Dette skyldes at stokastiske variable tilhørende samme ækvivalensklasse i {\displaystyle L(\Omega ,\Sigma ,P)} ofte deler en række af egenskaber.